# The Tempest (Adès)
Pour les articles homonymes, voir The Tempest.
La Tempête
The Tempest est un opéra du compositeur anglais Thomas Adès créé en 2004, sur un livret en langue anglaise écrit par Meredith Oakes, basé sur la pièce éponyme de Shakespeare, La Tempête.

## Historique
La première a lieu au Royal Opera House, de Covent Garden, à Londres, le 10 février 2004.
L'opéra est acclamé par la critique en 2004 et sera très vite repris partout dans le monde, notamment au Metropolitan Opera en 2012. Il est également lauréat du Prix de la Royal Philharmonic Society de Londres en 2005.
L'ouvrage est créé en France le 24 septembre 2004 à Strasbourg à l'Opéra National du Rhin, dirigée par Daniel Klajner et mis en scène par Tom Cairns.
Une production au Metropolitan Opera prend place en 2012, sous la direction du compositeur et mise en scène par Robert Lepage. On y retrouve notamment les chanteurs Audrey Luna, Isabel Leonard, Simon Keenlyside et Alek Shrader. En 2015, une production est donnée à l'Opéra de Vienne, dirigée par Thomas Adès. Les rôles sont assurés notamment Audrey Luna de nouveau ainsi que David Daniels. Dans la même maison d'opéra, l'opéra sera joué la même année mais dans une production différente dirigée cette fois par Graeme Jenkins.

## Description
The Tempest est un opéra en trois actes d'environ deux-cent dix minutes.

### Résumé
Prospero, déchu de son trône de duc de Milan et victime d’un complot de politiciens, s'exile avec Miranda, sa fille, sur une île déserte. Il utilisera sa magie, au travers de l’esprit Ariel, pour faire chavirer et entraîner le naufrage du navire de ses ennemis et soumettre l’équipage à des épreuves d’où ils sortiront tous transformés.

## Enregistrements
- Deutsche Grammophon, 2013, DVD, dir. Thomas Adès[1].